# Serge Cournoyer

Serge Cournoyer es un artista escultor canadiense nacido en 1943 en Shawinigan (Quebec). 

## Vida y obras
Se estableció en Montreal en 1962 y produjo varias de sus obras. Durante los años sesenta, estudió en la École des Beaux-Arts de Montreal y realizó sus primeros trabajos en el movimiento cinético. Estas obras se exhibieron, entre otros, en el Museo Rodin de París y varios museos canadienses. Ahora es posible ver varias de sus obras en diversos museos de Canadá, incluyendo la colección permanente del Museo de Arte Contemporáneo de Montreal y el Museo Nacional de Bellas Artes de Quebec. 
Entre las mejores y más conocidas obras de Serge Cournoyer destaca un automóvil. El coche llamado « Le Goéland », - "La Gaviota", es una de las más impresionantes obras que ha diseñado,  una obra maestra de la ingeniería y el diseño. Completamente hecho a mano, el cuerpo de este deportivo está hecho completamente de fibra de vidrio con el chasis de aluminio con motor central. Tardó casi tres años en realizarlo. Completado en 1973, el coche fue conducido por el diseñador en las carreteras del este de América del Norte hasta 1978.
Todavía vive en Montreal.